# Pancerniki typu Habsburg
Pancerniki typu Habsburg – typ trzech przeddrednotów zbudowanych przez Austro-Węgry na przełomie XIX i XX wieku. Były to pierwsze austro-węgierskie pancerniki pełnomorskie od czasu okrętu pancernego SMS „Tegetthoff” z roku 1876. Typ składał się z trzech okrętów: SMS „Habsburg”, SMS „Árpád” i SMS „Babenberg”. Pancerniki zostały wyposażone w trzy działa kal. 24 cm w dwóch wieżach artyleryjskich i mogły płynąć z maksymalną prędkością ponad 19,5 węzła. Habsburg i Árpád zostały zmodernizowane w latach 1910–1911.
„Habsburg” został zwodowany 9 września 1900 roku, „Árpád” trochę ponad rok później, 11 września 1901 roku, a „Babenberg” 4 października 1902 roku. Podczas I wojny światowej okręty były głównie nieaktywne, służąc w IV Dywizjonie Pancerników austro-węgierskiej marynarki. Pancerniki prowadziły ostrzał artyleryjski włoskiego portu w Ankonie w 1915 roku. Okręty zostały wycofane ze służby rok później w celu zwolnienia większości ich załóg do pełnienia służby na okrętach podwodnych oraz w lotnictwie. Po wojnie wszystkie trzy pancerniki zostały przekazane Wielkiej Brytanii w ramach reparacji wojennych, a następnie sprzedane do Włoch i zezłomowane w 1921 roku.
Koszt budowy SMS „Árpád” wynosił równowartość ówczesnych 480 tys. funtów.

## Geneza
Po śmierci admirała Sternecka w 1897 roku, dowództwo marynarki wojennej (Chef der Marinesektion des Reichskriegsministerium i Marinekommandant) objął admirał Hermann von Spaun. Spaun zdawał sobie sprawę, że budowa floty zgodnie z założeniami doktryny Jeune École nie zapewni realizacji celów stawianych przed Austro-Węgierską Marynarką Wojenną i wkrótce po objęciu dowodzenia zaproponował nowy plan, który zakładał zbudowanie w ciągu dziesięciu lat 12 pancerników, 12 krążowników, 12 niszczycieli i 72 kutrów torpedowych. Trzy okręty typu Monarch byłyby pierwszymi z dwunastu pancerników Spauna, ale pozostałe dziewięć musiało być nowych i zbudowanych według standardów panujących w innych flotach. Spaun był wspierany przez następcę tronu, arcyksięcia Franciszka Ferdynanda, który również dostrzegał konieczność budowy nowych pancerników. Minister spraw zagranicznych także uważał, że silniejsza flota byłaby w stanie chronić austro-węgierskie interesy zamorskie, zwłaszcza po zatopieniu hiszpańskich eskadr przez nowoczesne amerykańskie okręty pod Santiago de Cuba i w Zatoce Manilskiej podczas wojny amerykańsko-hiszpańskiej w 1898 roku. Austro-Węgry miały znaczące interesy handlowe w Lewancie, a liczba portów na całym świecie, do których zawijały austro-węgierskie statki, wciąż rosła. W chwili wybuchu I wojny światowej austro-węgierska marynarka handlowa zajmowała siódme miejsce w Europie pod względem tonażu. W 1898 roku zostały przyznane środki wystarczające do rozpoczęcia budowy nowej klasy pancerników pełnomorskich.

## Konstrukcja

### Charakterystyka ogólna oraz napęd
Pancerniki typu Habsburg miały 113,11 metrów długości na linii wody oraz 114,55 metrów długości całkowitej. Szerokość wynosiła 19,86 m, a zanurzenie 7,46 m. Wysokość wolnej burty wynosiła ok. 5,80 m na dziobie i ok. 5,50 m na rufie. Okręty miały wyporność 8364 ton. Załoga składała się z 638 oficerów i marynarzy.
Kadłuby dla każdego z okrętów zostały zbudowane z poprzecznych i podłużnych ram, a zewnętrzne płyty kadłuba były do nich przynitowane. Kadłub posiadał dno podwójne, które przebiegało przez 63% jego długości. Seria wodoszczelnych grodzi przebiegała od stępki do pokładu działowego; w każdym okręcie były 174 przedziały wodoszczelne. Wysokość metacentryczna okrętów wynosiła pomiędzy 0,82 m a 1,02 m. By zmniejszyć kołysanie okrętu, po obu stronach kadłuba zamontowano stępki przechyłowe, szerokie na 65 cm i ciągnące się na 47% długości kadłuba. W konstrukcji użyto prawie wyłącznie stali martenowskiej (na konstrukcję kadłuba zużyto jej ok. 2400 ton), wszystkie pokłady były także z niej wykonane. Drewna użyto jedynie w miejscach mało narażonych na pożar, jako zewnętrzne pokrycie pokładów lub izolację za pancerzem burtowym. Płaski pokład główny był pokryty drewnem, a górne pokłady były pokryte linoleum lub wykładziną.
Układ napędowy okrętu składał się z dwóch czterocylindrowych maszyn parowych potrójnego rozprężania. Cylindry miały średnicę kolejno: wysokiego ciśnienia – 76 cm, średniego ciśnienia – 1240 mm, i dwa niskiego ciśnienia – 1430 mm. Każdy silnik napędzał jeden wał z brązową, trójłopatową śrubą o średnicy i skoku 4,88 m. Były one zasilane w parę przez 16 kotłów parowych Belleville, rozmieszczonych w dwóch kotłowniach. Kotły o łącznej powierzchni rusztów 80 m² i grzejnej – 2820 m², były w stanie dostarczyć parę o maksymalnym ciśnieniu 21 atm do silników głównych i pomocniczych, ale zazwyczaj wykorzystywano ciśnienie 17,5 atm dla silników głównych, a 11 dla pomocniczych. Moc maszyn „Habsburga” wynosiła 15 063 KM, co pozwalało mu osiągać prędkość maksymalną 19,62 węzła. Napęd „Árpáda” był mniej efektywny (14 307 KM), lecz pozwalał osiągnąć porównywalną prędkość 19,65 węzła. „Babenberg” miał najmocniejszy napęd z całej trójki o mocy 16 000 KM. Zapewniał prędkość maksymalną 19,85 węzła. Zapas 800 ton węgla zapewniał zasięg 3600 mil morskich przy prędkości 12 węzłów.
Energię elektryczną do zasilania napędów dział, podnośników amunicyjnych, wentylatorów i sześciu reflektorów dostarczało sześć prądnic prądu stałego i przemiennego. Wielkie wentylatory tłoczące powietrze do kotłowni napędzane były silnikami parowymi. Sześć pomp z własnymi silnikami parowymi tłoczyło wodę morską w układzie przeciwpożarowym. Osobny układ pomp i destylatorów (o wydajności 7 tys. litrów na dobę) dostarczał wodę słodką do picia, umywalni, kuchni itp.

### Uzbrojenie
Uzbrojenie główne okrętów składało się z trzech dział kal. 240 mm o długości lufy 40 kalibrów (L/40) zamontowanych w jednej podwójnej wieży artyleryjskiej na dziobie okrętu i jednej pojedynczej wieży na rufie. Działa typu C97 zostały wyprodukowane przez firmę Krupp w Niemczech. Usunięcie działa z rufowej wieży było niezbędne ze względu na konieczność utrzymania wyporności w odpowiednim zakresie. Działa naprowadzano w poziomie i pionie za pomocą silników elektrycznych, a awaryjnie ręcznie; także podnośniki amunicyjne były elektryczne. Szybkostrzelność dział wynosiła ok. dwóch strzałów na minutę przy użyciu pocisków przeciwpancernych o masie 229 kg. Maksymalny kąt podniesienia dział sięgał od −4° do +20°, a kąt ostrzału 130° na każdą burtę . 46-kilogramowy ładunek prochu nadawał pociskom prędkość wylotową 705 m/s, co przy kącie podniesienia 16,25° dawało zasięg ok. 12 tys. m (był to mniej więcej maksymalny zasięg efektywnego ognia w tym czasie). Przeciwpancerny pocisk z czepcem (APC) był w stanie przebić 240 mm płytę z cementowanej stali Kruppa z odległości 6000 m; granat z czepcem przeciwpancernym przebijał taką samą płytę o grubości 190 mm z 6 tys. m, a 110 mm – z 10 tys.  Okręty przenosiły 240 pocisków, po 80 na lufę . SMS „Babenberg” odróżniał się od siostrzanych jednostek uzbrojeniem głównym w armaty K01 produkcji zakładów Škoda, licencyjnej odmiany armat Kruppa opisanych powyżej.
Artylerię średniego kalibru stanowiło dwanaście dział Kruppa C96 L/40 kal. 150 mm w kazamatach. Działa zostały rozmieszczone nietypowo: zamontowano je na dwóch pokładach na śródokręciu, na każdym z nich po trzy z jednej burty. Po cztery armaty tego kalibru mogły strzelać w kierunku dziobu lub rufy. Działa te mogły wystrzeliwać pociski przeciwpancerne z częstotliwością 4–5 strzałów na minutę. Kąt podniesienia luf wynosił od –7° do 20°. Zasięg strzału przy maksymalnym podniesieniu lufy wynosił 13 700 m. Działa były ręcznie naprowadzane w pionie i poziomie . Podnośniki elektryczne dosyłały amunicję do dział z maksymalną prędkością 8 pocisków na minutę.
Okręty miały również szeroki zakres uzbrojenia artyleryjskiego mniejszego kalibru do obrony przeciwko torpedowcom. Należało do nich przede wszystkim 10 dział kal. 66 mm (nominalnie 7 cm) L/45. Uzupełniało je 6 szybkostrzelnych dział kal. 47 mm L/44 i dwa szybkostrzelne działa kal. 47 mm L/33. Wszystkie te działa były zamontowane pojedynczo, na górnych pokładach i nadbudówce, lub w kazamatach na dziobie i rufie. Na marsach, na obu masztach, okręty miały po dwa (czyli łącznie cztery) karabiny maszynowe kal. 8 mm. Poza uzbrojeniem głównym kal. 240 mm oraz działami kal. 150 mm w kazamatach, wszystkie działa na okręcie zostały wyprodukowane przez zakłady Škoda w Pilźnie. Okręt posiadał również dwie podwodne wyrzutnie torped Whiteheada kal. 450 mm. Ponadto okręt miał na wyposażeniu 20 min morskich, które mogły zostać postawione przez kutry pancernika oraz dwa działa Uchatius kal. 7 cm L/15, które można było zainstalować na kutrach lub na lawecie z kołami jako uzbrojenie desantu. Zapas amunicji dla okrętowych dział kalibru 66 mm wynosił 4000 sztuk.

### Opancerzenie

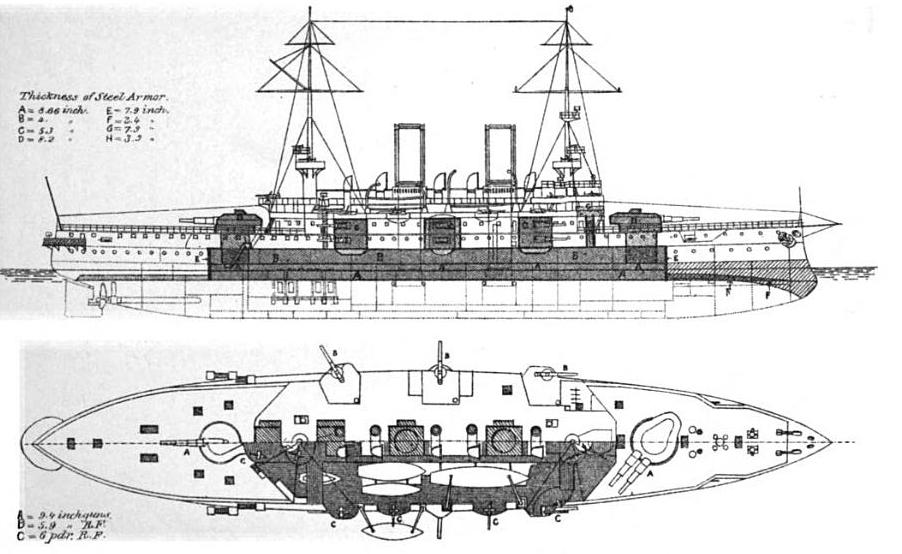
Rzut z lewej burty i plan pokładu pancernika typu Habsburg; zacieniowana powierzchnia jest opancerzona

Okręty typu Habsburg były chronione przez utwardzoną stal niklową. Główny pas opancerzenia w centralnej części okrętu, gdzie zlokalizowane były magazyny amunicji, maszynownie oraz inne krytyczne miejsca, miał grubość 220 mm. Na końcu sekcji centralnej pancerz zwężał się do 180 mm i zamknięty był z obu stron grodziami pancernymi o grubości 200 mm. Za barbetami na dziobie i rufie, okręt zabezpieczony był pokładem pancernym, grubym na 50 mm. Na dziobie, pokład pancerny uzupełniały wzmocnione burty, z dwóch 12-milimetrowych płyt stalowych, do których przynitowane były płyty pancerne, grube na 40 mm. Całość stanowiła efektywne wsparcie dla konstrukcji taranu. Cały pas, razem z cieńszymi częściami za dziobowymi i rufowymi barbetami głównych wież artyleryjskich, sięgał na 1,30 m pod linią wody i na 1,06 powyżej niej. Pancerz burty był uzupełniony o 100 mm stali powyżej głównego pasa; ta część opancerzenia ciągnęła się do pokładu działowego. Pas burtowy rozciągał się na 63% długości okrętu; od wewnątrz uzupełniony był warstwą drewna tekowego o grubości 180 mm, zamocowaną do grubej na 25 mm płyty stalowej. Pokład nad pasem burtowym miał pancerz o grubości 40 mm.
Wieże artyleryjskie głównej baterii były chronione na bokach i przodzie przez pancerną płytę o grubości 280 mm, a z tyłu o grubości 210 mm. Opancerzone barbety, które utrzymywały wieże, komory robocze i komory amunicyjne był chronione przez 183 mm pancerza. Zewnętrzny pancerz kazamaty dla 150 mm dział miał 137 mm grubości, a wewnętrzny – 88 mm. Przednia wieża dowodzenia miała pancerz boczny o grubości 200 mm oraz tuby komunikacyjne o grubości 150 mm. Tylna wieża dowodzenia była opancerzona słabiej: jej boki miały grubość 100 mm, a tuby komunikacyjne 50 mm.

## Budowa
Na podstawie: Conway’s All the World’s Fighting Ships: 1860–1905
| Okręt           | Stocznia                               | Położenie stępki | Wodowanie           | Wejście do służby | Los             |
| --------------- | -------------------------------------- | ---------------- | ------------------- | ----------------- | --------------- |
| SMS „Habsburg”  | Stabilimento Tecnico Triestino, Triest | 13 marca 1899    | 9 września 1900     | 31 grudnia 1902   | złomowany, 1921 |
| SMS „Árpád”     | Stabilimento Tecnico Triestino, Triest | 10 czerwca 1899  | 11 września 1901    | 15 czerwca 1903   | złomowany, 1921 |
| SMS „Babenberg” | Stabilimento Tecnico Triestino, Triest | 19 stycznia 1901 | 4 października 1902 | 15 kwietnia 1904  | złomowany, 1921 |

## Służba

### Czas pokoju

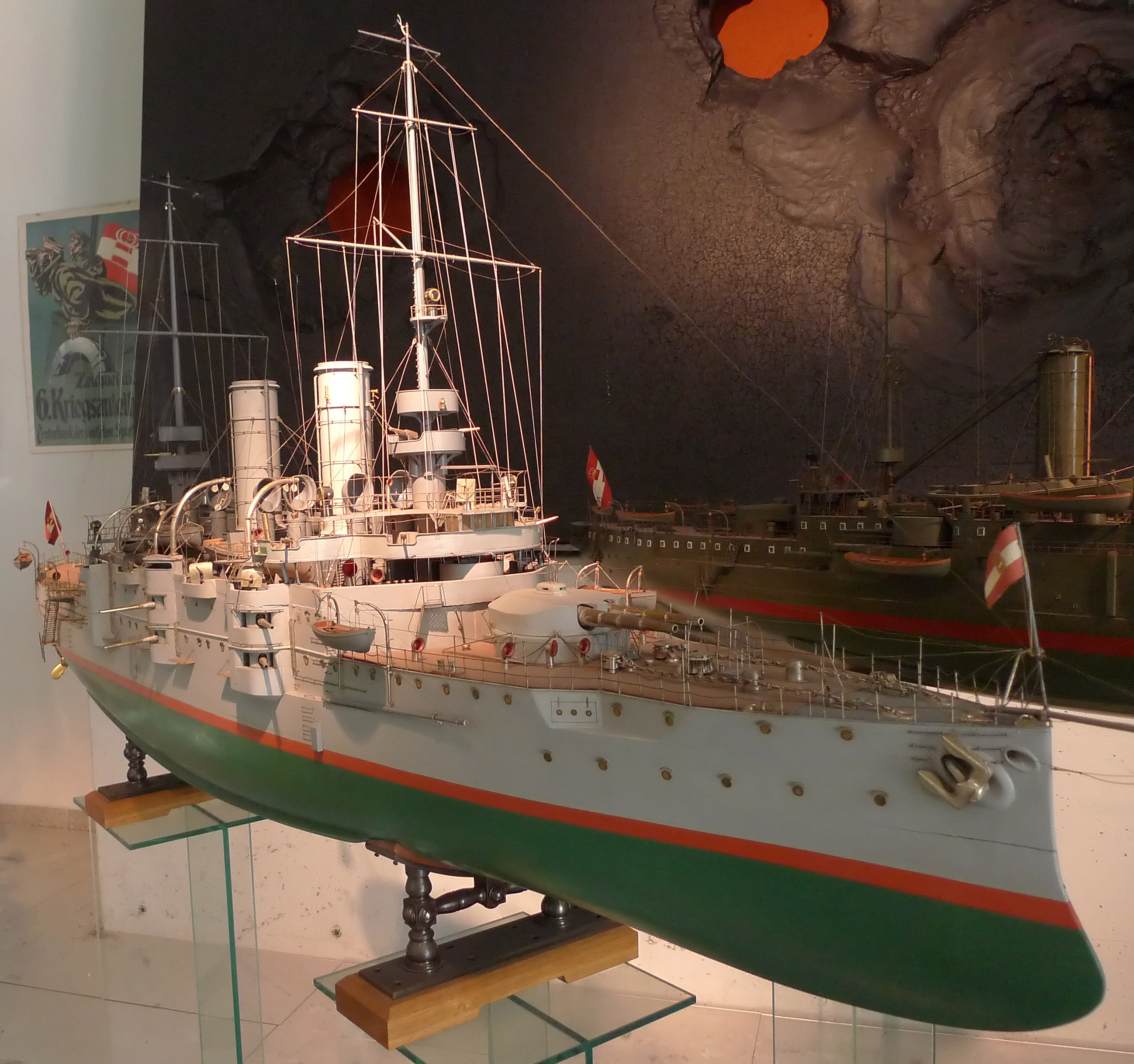
Model pancernika SMS „Árpád” w skali 1:50

„Habsburg” i „Árpád” wzięły udział w swoich pierwszych manewrach floty w połowie 1903 roku. „Babenberg” był gotowy do aktywnej służby przed latem następnego roku i on również wziął udział w ćwiczeniach. Podczas manewrów w roku 1904 trzy okręty typu Habsburg zaangażowały trzy pancerniki obrony wybrzeża typu Monarch w symulowaną bitwę. W manewrach tych po raz pierwszy uczestniczyły dwie jednolite eskadry, składające się z nowoczesnych pancerników takiego samego typu, służących w Austro-Węgierskiej Marynarce Wojennej. Trzy okręty typu Habsburg utworzyły I Dywizjon Pancerników, a okręty typu Monarch – II Dywizjon. Pancerniki były również aktywne na Morzu Śródziemnym. W styczniu 1903 roku SMS „Habsburg” przeprowadził rejs treningowy razem z pancernikami obrony wybrzeża typu Monarch. „Árpád” dołączył do nich w następnym roku. Wraz z wprowadzeniem do służby nowego typu pancerników – Erzherzog Karl – pancerniki typu Habsburg zostały przeniesione do II Dywizjonu, a pancerniki typu Monarch do III Dywizjonu.

### I wojna światowa
W momencie wybuchu I wojny światowej, pod koniec lipca 1914, „Habsburg” służył jako okręt flagowy III Dywizjonu Pancerników austro-węgierskiej floty, pod dowództwem komandora Miklósa Horthyego. W Dywizjonie tym służyły również „Babenberg” i „Árpád”. Następnie pancerniki typu Habsburg zostały przeniesione do IV Dywizjonu po tym, jak do służby weszły pancerniki typu Tegetthoff. Mniej więcej w tym samym czasie trzy okręty oraz reszta austro-węgierskiej floty zostały zmobilizowane w celu osłony ucieczki SMS „Goeben” i SMS „Breslau”. Te dwa niemieckie okręty stacjonowały na Morzu Śródziemnym i próbowały wyrwać się z Mesyny, która była blokowana przez brytyjskie okręty. Po tym jak niemieckim okrętom udało się zmylić pogoń i przedostać do Turcji, flota została odwołana. W tym czasie austro-węgierskie okręty były mniej więcej na wysokości Brindisi na południu Włoch. Kiedy Włochy dołączyły do wojny po stronie Francji i Anglii, austro-węgierska marynarka ostrzelała kilka włoskich instalacji; pancerniki typu Habsburg wzięły udział w bombardowaniu Ankony w 1915 roku. Później pancerniki typu Habsburg zostały wycofane ze służby liniowej i przez resztę wojny służyły jako okręty obrony wybrzeża. Ich załogi zostały przeniesione na nowe U-Booty i do lotnictwa. W roku 1918 „Árpád” i „Habsburg” zostały z powrotem wprowadzone do służby jako okręty treningowe . Po zakończeniu wojny, okręty przekazano Wielkiej Brytanii jako pryzy, a następnie zostały sprzedane i zezłomowane we Włoszech w 1921 roku.